# Соціосфера
Соціосфера — вища форма організації живої матерії, що базується на взаємопідтримці членів спільноти Homo sapiens. Появу соціосфери пов'язують з початком нашої епохи — ери Християнства — доби націоналізму як продовження еволюціоналізму. Цим терміном користувалися такі науковці як Едуард Гірусов, Аркадій Урсул. Термін уведений до наукового обігу німецьким географом Е. Нефом у 1967 р. для позначення частини географічної оболонки  (геосфери, ландшафтосфери, епігеосфери тощо), що включає до свого складу усе людство та освоєну у ході різноманітних видів діяльності частину природного середовища. Багато в чому поняття «соціосфера» близьке до поняття «антропосфера».